# Набиев, Фирудин Хилал оглы
Фирудин Хилал оглы Набиев (азерб. Nəbiyev Firudin Hilal oğlu; 4 августа 1960, Армянская ССР — 3 августа 2020, Турция) — азербайджанский государственный деятель. Начальник Государственной миграционной службы Азербайджана (2012—2018). 

## Биография
Фирудин Набиев родился 4 августа 1960 года. В 2009 году окончил юридический факультет Бакинского государственного университета.
С 1 июля 2003 года занимал должность заместителя начальника Государственной пограничной службы Азербайджана — начальника Управления материально-технического обеспечения. Начальник штаба пограничных войск Азербайджана (до 13 февраля 2012).
Глава Государственной миграционной службы Азербайджана (13 февраля 2012 — 21 апреля 2018).
Скончался 3 августа 2020 года в Турции, где долгое время лечился от тяжёлой болезни.

## Звания
- 30 июля 2004 года — подполковник[6]
- 15 августа 2007 года — генерал-майор[7]

## Награды
- Медаль «За военные заслуги» (Азербайджан) (30 июля 2004) — за высокие достижения при исполнении служебных обязанностей и по случаю 85-й годовщины создания Пограничных войск[8]
- Орден «За службу Отечеству» 3-й степени (16 августа 2007) — за высокие достижения при выполнении служебного долга и по случаю профессионального праздника сотрудников Государственной пограничной службы[9]
- Орден «Азербайджанское знамя» (18 августа 2008) — за высокие достижения при выполнении служебных обязанностей и по случаю профессионального праздника сотрудников Государственной пограничной службы[10]